# Mistrzostwa Europy w Łucznictwie Polowym 2009
18. Mistrzostwa Europy w łucznictwie polowym odbyły się w dniach 18–23 sierpnia 2009 roku w Champagnac (Francja). Zawodniczki i zawodnicy startowali w konkurencji łuków dowolnych, gołych oraz bloczkowych.
Polacy nie startowali.

## Medaliści

### Kobiety
| Konkurencja:     | Złoto:                                                      | Srebro:                                                | Brąz:                                                            |
| łuk dowolny      | Christine Bjerendal                                         | Zoé Gobbels                                            | Elin Kättström                                                   |
| łuk bloczkowy    | Isabelil Danielsson                                         | Malin Johansson                                        | Silke Höttecke                                                   |
| łuk goły         | Andrea Raigel                                               | Christine Gauthé                                       | Luciana Pennacchi                                                |
| zawody drużynowe | Włochy · Roberta Telani · Jessica Tomasi · Eleonora Strobbe | Niemcy · Ulrike Wiese · Ute Fleischer · Monika Jentges | Francja · Chrystelle Garitat · Carole Ferriou · Christine Gauthé |

### Mężczyźni
| Konkurencja:     | Złoto:                                                            | Srebro:                                                    | Brąz:                                                   |
| łuk dowolny      | Michele Frangilli                                                 | Sebastian Rohrberg                                         | Giuliano Palmioli                                       |
| łuk bloczkowy    | Chris White                                                       | Morgan Lundin                                              | Dejan Sitar                                             |
| łuk goły         | Giuseppe Seimandi                                                 | Bobby Larsson                                              | Mihael Kosec                                            |
| zawody drużynowe | Włochy · Silvio Giorcelli · Michele Frangilli · Giuseppe Seimandi | Wielka Brytania · Chris White · Jon Shales · Robert Mallon | Niemcy · Jens Asbach · Sebastian Rohrberg · Josef Meyer |

### Juniorzy
| Konkurencja: | Złoto:                | Srebro:      | Brąz:         |
| łuk dowolny  | Sebastian Djerf       | Mark Nesbitt | Marco Morello |
| łuk goły     | Raphael Petit Minuesa | Kalle Puman  | Lucas Le Baut |

## Klasyfikacja medalowa
| Lp. | Państwo         | Złoto | Srebro | Brąz | Razem |
| 1.  | Włochy          | 4     | 0      | 3    | 7     |
| 2.  | Szwecja         | 3     | 4      | 1    | 8     |
| 3.  | Wielka Brytania | 1     | 2      | 0    | 3     |
| 4.  | Francja         | 1     | 1      | 2    | 4     |
| 5.  | Austria         | 1     | 0      | 0    | 1     |
| 6.  | Niemcy          | 0     | 2      | 2    | 4     |
| 7.  | Belgia          | 0     | 1      | 0    | 1     |
| 8.  | Słowenia        | 0     | 0      | 2    | 2     |